# Vahlia dichotoma
Vahlia dichotoma, jedna od pet priznatih biljnih vrsta u rodu Vahlia, porodica Vahliaceae. Rasprostranjena je po velikim područjima Afrike, ali i van Afrike: Indija, Vijetnam Šri Lanka

## Sinonimi
- Bistella dichotoma (Murray) Bullock
- Cyrilla indica K.D.Koenig ex Wight & Arn.
- Cyrilla oldenlandoides K.D.Koenig ex Wight & Arn. [nom. inval.]
- Heuchera dichotoma Murray
- Russelia oldenlandioides (Roxb.) Wight & Arn.
- Vahlia cordofana Hochst.
- Vahlia oldenlandiae DC.
- Vahlia oldenlandioides Roxb.
- Vahlia pentandra (Schumach. & Thonn.) C.E.C. Fischer
- Vahlia silenoides A.DC. ex DC.
- Vahlia tomentosa A.DC. ex DC.